# Chromatomyia scabiosarum
Chromatomyia scabiosarum är en tvåvingeart som beskrevs av de Meijere 1934. Chromatomyia scabiosarum ingår i släktet Chromatomyia och familjen minerarflugor.
Artens utbredningsområde är Spanien. Inga underarter finns listade i Catalogue of Life.